# Trichocerota spilogastra
Trichocerota spilogastra is een vlinder uit de familie wespvlinders (Sesiidae), onderfamilie Tinthiinae.
Trichocerota spilogastra is voor het eerst wetenschappelijk beschreven door Le Cerf in 1916. De soort komt voor in het Oriëntaals gebied.